# Noortje de Brouwer
Noortje de Brouwer (Goirle, 9 de março de 1999) é uma nadadora artística neerlandesa. Ela participa de competições com sua irmã gêmea Bregje de Brouwer.

## Carreira
Noortje e Bregje de Brouwer participaram da Copa do Mundo de 2019 em Gwangju antes de participarem dos Jogos Olímpicos de Verão de 2020 em Tóquio, dois anos depois. Na ocasião, a dupla conseguiu o nono lugar. Em fevereiro de 2024, as irmãs se tornaram as primeiras holandesas a ganhar uma medalha na modalidade de nado sincronizado na Copa do Mundo de 2024. A dupla conquistou a medalha de prata. No Campeonato Europeu de 2024, em Belgrado, as irmãs conquistaram a medalha de ouro tanto na rotina livre quanto na técnica.
Nos Jogos Olímpicos de Verão de 2024, em Paris, conquistou a medalha de bronze na competição em dueto na natação artística, ao lado de Bregje.